# Восемь добродетелей и восемь пороков

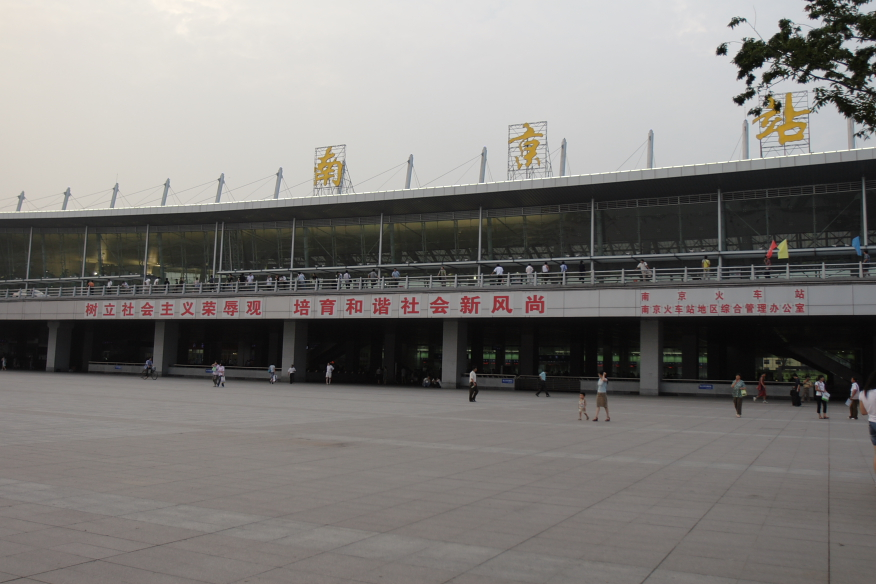
Лозунги над Нанкинским железнодорожным вокзалом, говорящие: «Создадим социалистические понятия о чести и бесчестье» (社会主义荣辱观)

Ба Жун Ба Чи, Восемь добродетелей и восемь пороков (кит. трад. 八荣八耻, пиньинь bā róng bā chǐ) — официальная система основных ценностей или восемь добродетелей и пороков, набор моральных концепций, разработанных бывшим генеральным секретарем Ху Цзиньтао для граждан Китайской Народной Республики. Эта концепция также известна как «Восемь шагов программы Ху Цзиньтао». Её официальное название в Китае: «Социалистические понятия о чести и бесчестье» (кит. трад. 社会主义荣辱观, пиньинь shèhuìzhǔyì róng-rǔ guān, палл. Шэхуэйчжуи Жунжу Гуань).
4 марта 2006 года Ху выпустил этот список, назвав его «новым моральным критерием для оценки работы, поведения и отношения чиновников Коммунистической партии». Список в настоящее время принят в качестве морального кодекса для всех китайцев, особенно для кадров Коммунистической партии.

## Список и его перевод
На китайском языке «Восемь добродетелей и восемь пороков» выглядят следующим образом:
以热爱祖国为荣 以危害祖国为耻

以服务人民为荣 以背离人民为耻

以崇尚科学为荣 以愚昧无知为耻

以辛勤劳动为荣 以好逸恶劳为耻

以团结互助为荣 以损人利己为耻

以诚实守信为荣 以见利忘义为耻

以遵纪守法为荣 以违法乱纪为耻

以艰苦奋斗为荣 以骄奢淫逸为耻

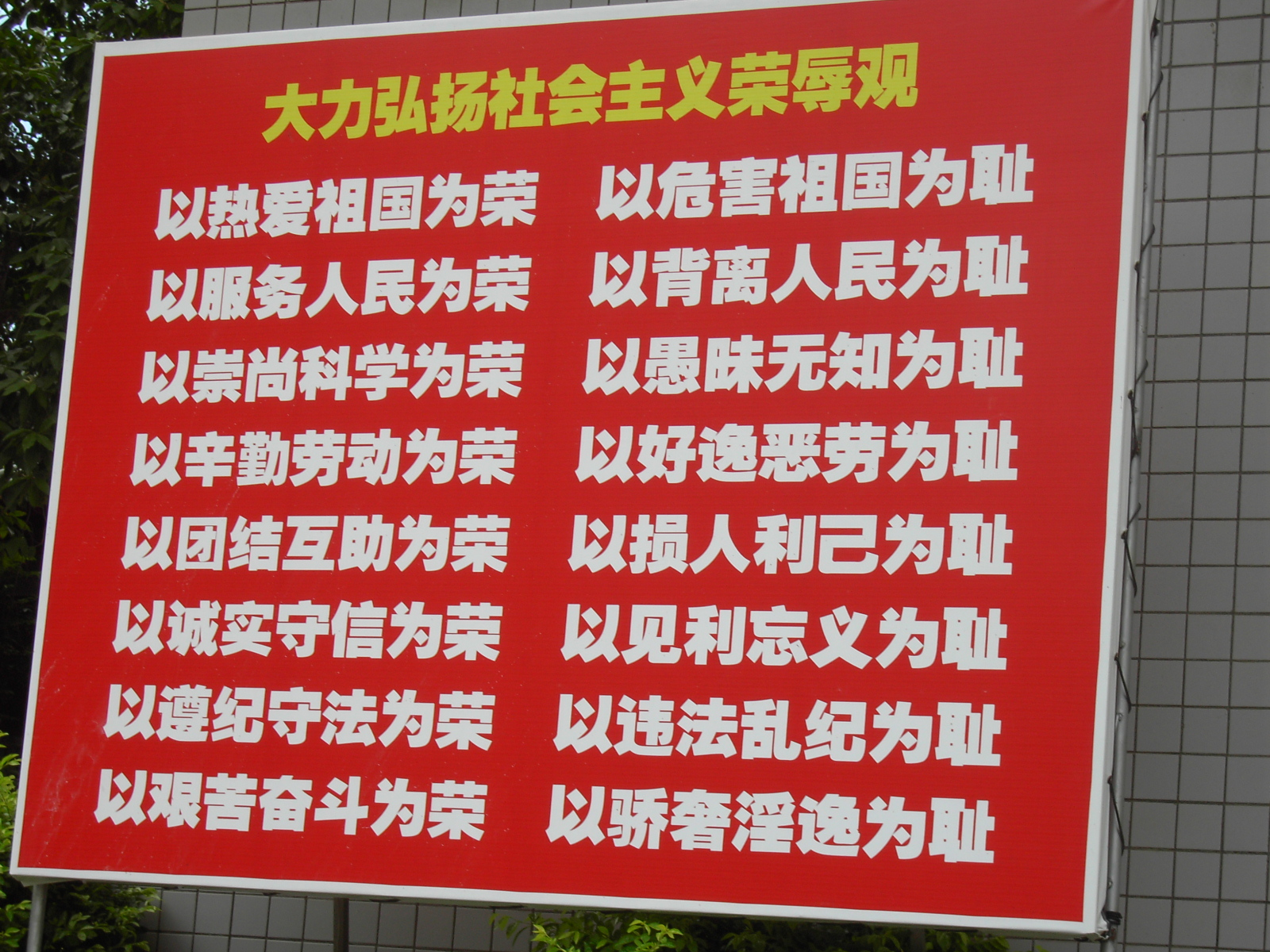
«Восемь добродетелей и восемь пороков» на баннере у одной из школ Хайкоу

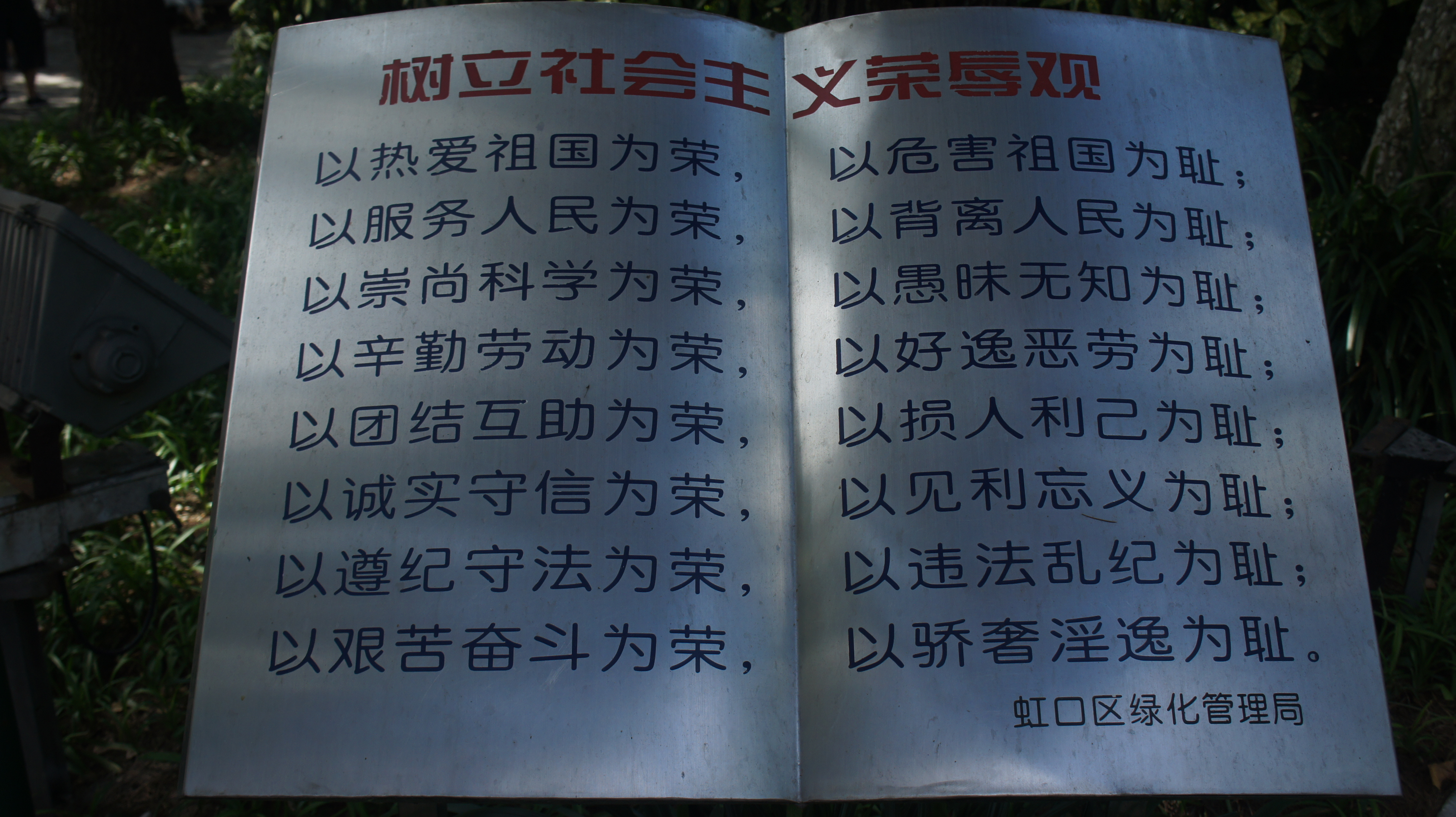
Скульптура в одном из городских парков Шанхая

18 октября 2006 года правительственное информационное агентство «Синьхуа» опубликовало на своём веб-сайте перевод заповедей Ху Цзиньтао на английский язык:
- Love the country; do it no harm.
- Serve the people; never betray them.
- Follow science; discard ignorance.
- Be diligent; not indolent.
- Be united, help each other; make no gains at others' expense.
- Be honest and trustworthy; do not sacrifice ethics for profit.
- Be disciplined and law-abiding; not chaotic and lawless.
- Live plainly, work hard; do not wallow in luxuries and pleasures.

Их перевод на русский язык:
- Люби Родину; не делай Ей вреда.
- Служи народу; никогда не предавай его.
- Следуй за наукой; не будь невеждой.
- Будь прилежным; а не ленивым.
- Будь отзывчивым, помогай каждому; не наживайся за счёт других.
- Будь честным и порядочным; не поступайся принципами ради наживы.
- Будь дисциплинированным и законопослушным; нет — хаосу и беззаконию.
- Живи просто, трудись усердно; не валяйся в роскоши и наслаждениях.